# 白耳猫鸟
，是雀形目园丁鸟科的一种鸟类。
白耳园丁鸟体重约138克，翼长约129.6毫米，嘴峰长约29毫米，喙宽度约9毫米，喙厚度约12.3毫米，跗蹠长约37.9毫米，尾长约89毫米。白耳园丁鸟在其分布区内为留鸟，其栖息在密集的高大树木组成的森林中，食性为杂食性。
白耳园丁鸟分布于巴布亚群岛西部和新几内亚西北部，东至鸟头湾东南部。该物种是单型物种，没有亚种分化。